# Šoferski ŠK Zagreb
Šoferski športski klub Zagreb bio je hrvatski nogometni klub iz Zagreba.
Osnovan je 1929. Početkom kolovoza 1932. spaja se sa Zmajem u Šoferski športski klub Zmaj. Početkom lipnja 1934. mijenja ime u Šoferski športski klub.
Ne želivši platiti kaznu, klubu je sredinom travnja 1938. ukinuto članstvo u Jugoslavenski nogometni savez nakon što je sam zatražio da mu se ukine članstvo.